# The Snowman
The Snowman es un libro infantil inglés escrito por el autor Raymond Briggs publicado en 1978, en formato de álbum ilustrado. En 1982 el libro se convirtió en una película de animación de Dianne Jackson de unos 26 minutos de duración. La película fue nominada para el Oscar al Mejor Corto de dibujos en 1983. La versión para dibujos animados, «Walking in the Air» fue escrita por Howard Blake.

## Argumento
En un día nevado de invierno, un niño construye un muñeco de nieve que cobra vida al dar las doce de la noche. Los dos juegan con los electrodomésticos, los juguetes y demás objetos que hay en la casa, mientras se mantienen lo suficientemente en silencio para no despertar a los padres.
Después de jugar con las luces del auto familiar, el muñeco de nieve prepara un festín que el dúo come a la luz de las velas. Después, este lleva al niño afuera y comienzan a volar sobre South Downs y ven salir el sol desde el muelle de Brighton antes de regresar a casa. Cuando el niño se despierta a la mañana siguiente, descubre que el muñeco de nieve se ha derretido.
En una entrevista de 2012 para Radio Times, Briggs señaló: «No tengo finales felices. Creé lo que parece natural e inevitable. El muñeco de nieve se derrite, mis padres murieron, los animales mueren, las flores mueren. A todos les sucede. No hay nada particularmente sombrío al respecto. Es un hecho de la vida». El autor refuta la idea de que el libro sea un libro navideño y señaló que solo la adaptación animada introdujo ese elemento.